# سرية أبي قتادة بن ربعي الأنصاري (بطن إضم)
سرية أبي قتادة بن ربعي الأنصاري إلى بطن إضم، في أواخر شهر رمضان سنة 8 هـ.

## مجريات السرية
لما هم النبي محمد بغزو أهل مكة، بعث أبا قتادة بن ربعي في 8 نفر سرية إلى «بطن إضم»، وهي فيما بين ذي خشب وذي المروة، ليظن ظان أن النبي محمد توجه إلى تلك الناحية. وكان في السرية «محلم بن جثامة الليثي» فمر «عامر بن الأضبط الأشجعي» فسلم بتحية الإسلام، فأمسك عنه القوم وحمل عليه «محلم بن جثامة» فقتله وسلبه بعيره ومتاعه. فلما لحقوا بالنبي محمد نزل فيهم القرآن ﴿يَا أَيُّهَا الَّذِينَ آمَنُواْ إِذَا ضَرَبْتُمْ فِي سَبِيلِ اللّهِ فَتَبَيَّنُواْ وَلاَ تَقُولُواْ لِمَنْ أَلْقَى إِلَيْكُمُ السَّلاَمَ لَسْتَ مُؤْمِناً تَبْتَغُونَ عَرَضَ الْحَيَاةِ الدُّنْيَا فَعِندَ اللّهِ مَغَانِمُ كَثِيرَةٌ كَذَلِكَ كُنتُم مِّن قَبْلُ فَمَنَّ اللّهُ عَلَيْكُمْ فَتَبَيَّنُواْ إِنَّ اللّهَ كَانَ بِمَا تَعْمَلُونَ خَبِيراً﴾.